# Igreja de Santa Ana (Cracóvia)
Igreja de Santa Ana (em polonês/polaco:  Kolegiata św. Anny) é uma igreja localizada no Centro Histórico de Cracóvia, Polônia, e um dos principais exemplos da arquitetura barroca no país. Sua história remonta ao século XIV.

## História
A igreja foi mencionada pela primeira vez em 1381 num título de doação de Sulisław I Nawoja de Grodziec. Em 1407, foi completamente destruída durante um incêndio, mas foi reconstruída no mesmo ano em estilo gótico pelo rei Władysław II Jagiełło. Ele também formalizou a anexação da igreja à Universidade Jaguelônica ao dar-lhe o direito de nomear seu padre paroquial. Em 1428, o coro foi reconstruído e ampliado. Em um decreto de 27 de outubro de 1535, a igreja foi elevada ao status de igreja colegiada.
Em 1689, o edifício gótico foi demolido por ser pequeno demais para o crescente culto de São João Câncio, o padroeiro da Universidade Jaguelônica, que está sepultado ali. Entre 1689 e 1705, uma nova igreja barroca foi construída com base em Sant'Andrea della Valle, em Roma. O arquiteto foi o neerlandês polonizado Tylman van Gameren, um dos principais arquitetos da corte de João III Sobieski. A decoração em estuque do interior é de Baldassare Fontana e os mármores multicoloridos, dos irmãos Carlo e Innocente Monti juntamente com Karl Dankwart de Nysa. A pintura de Santa Ana no altar-mor é de Jerzy Siemiginowski-Eleuter, pintor da corte de João III. As pinturas do século XVIII nas cadeiras do coro são sobre a vida de Santa Ana e obras de Szymon Czechowicz. No transepto está um altar da "Adoração da Cruz" à esquerda e o túmulo de São João Câncio à direita.

## Galeria

Imagens da igreja
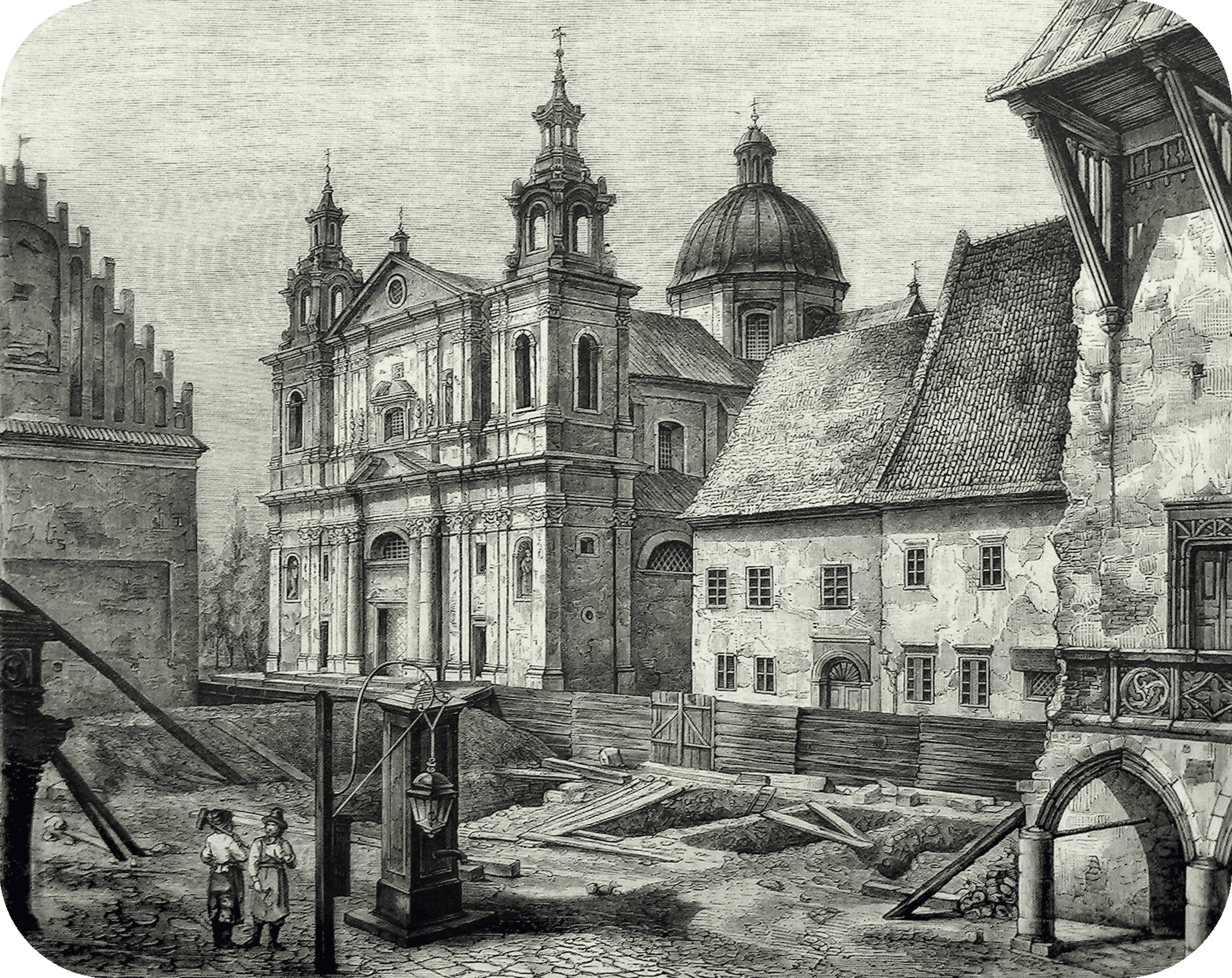
Gravura da década de 1860.
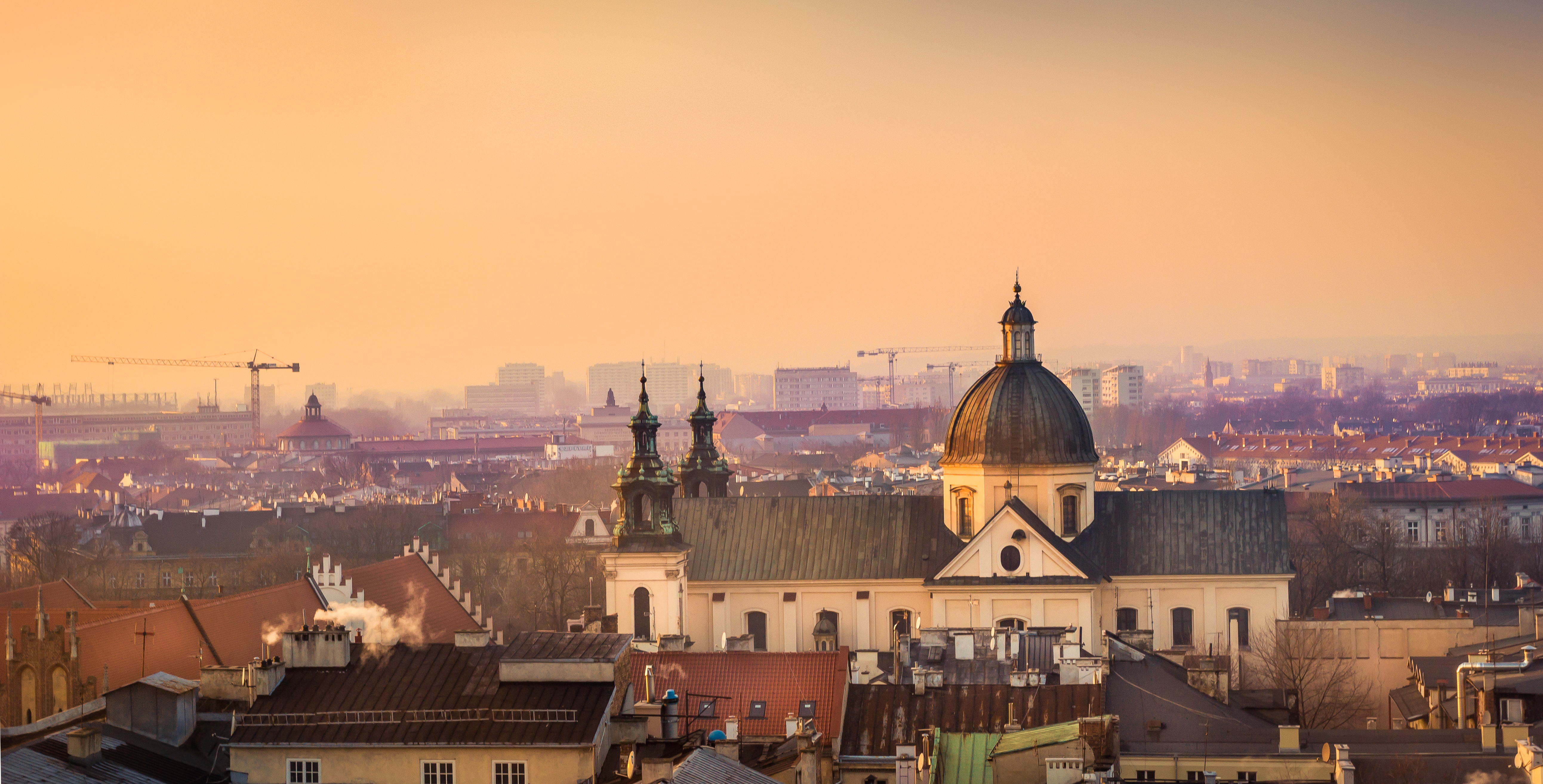
Vista à distância.
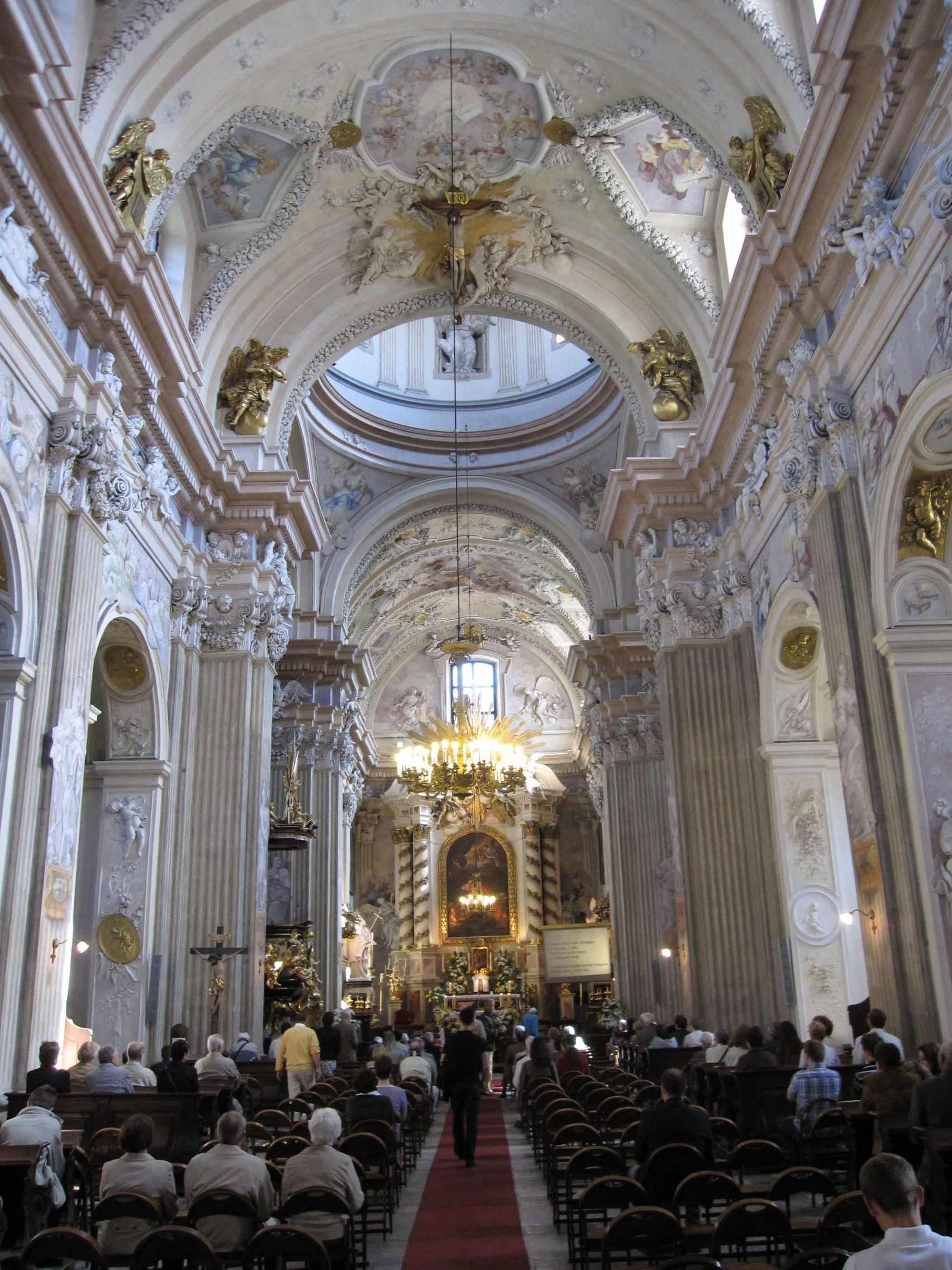
Vista do interior.
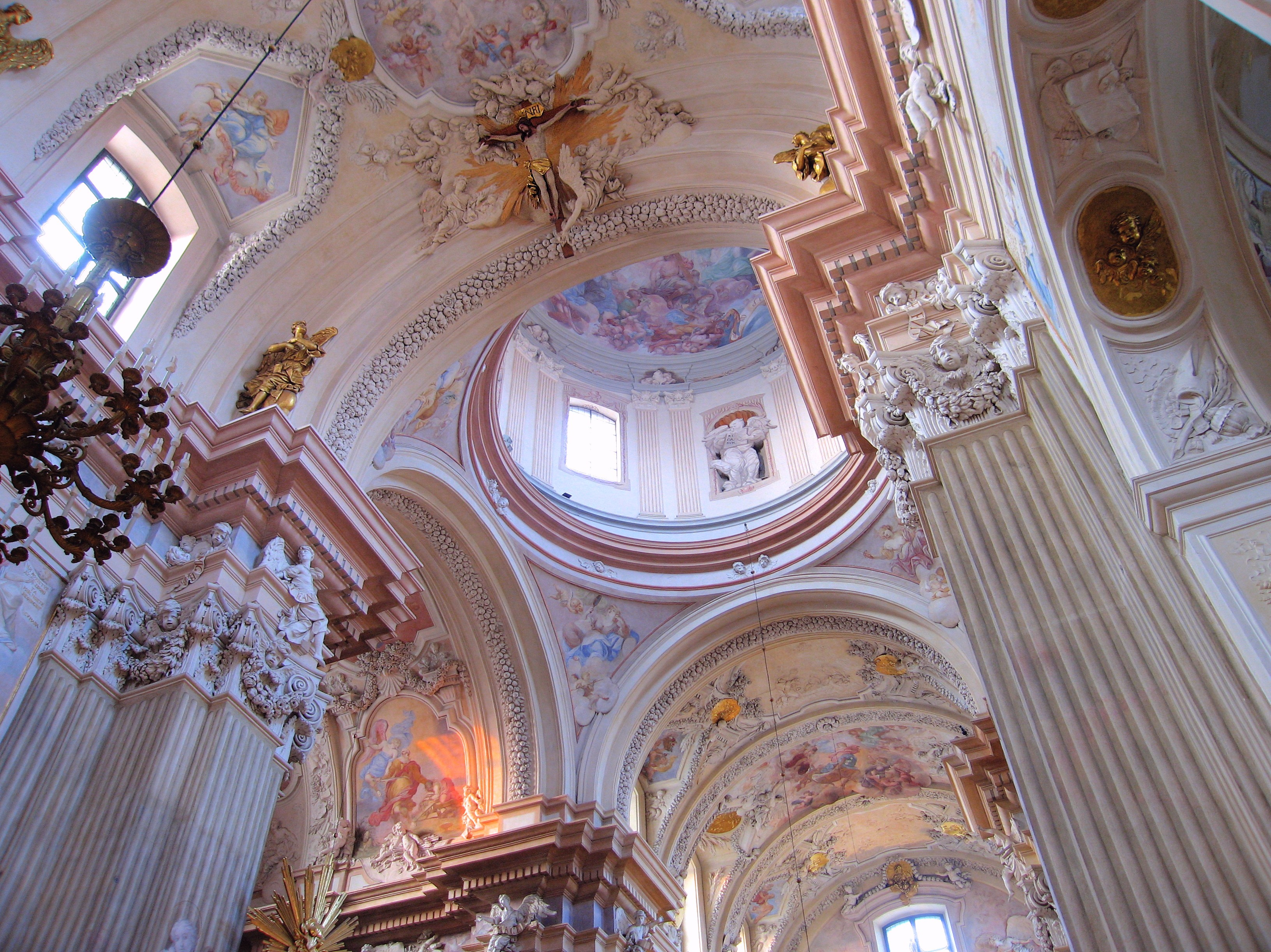
Interior da cúpula.
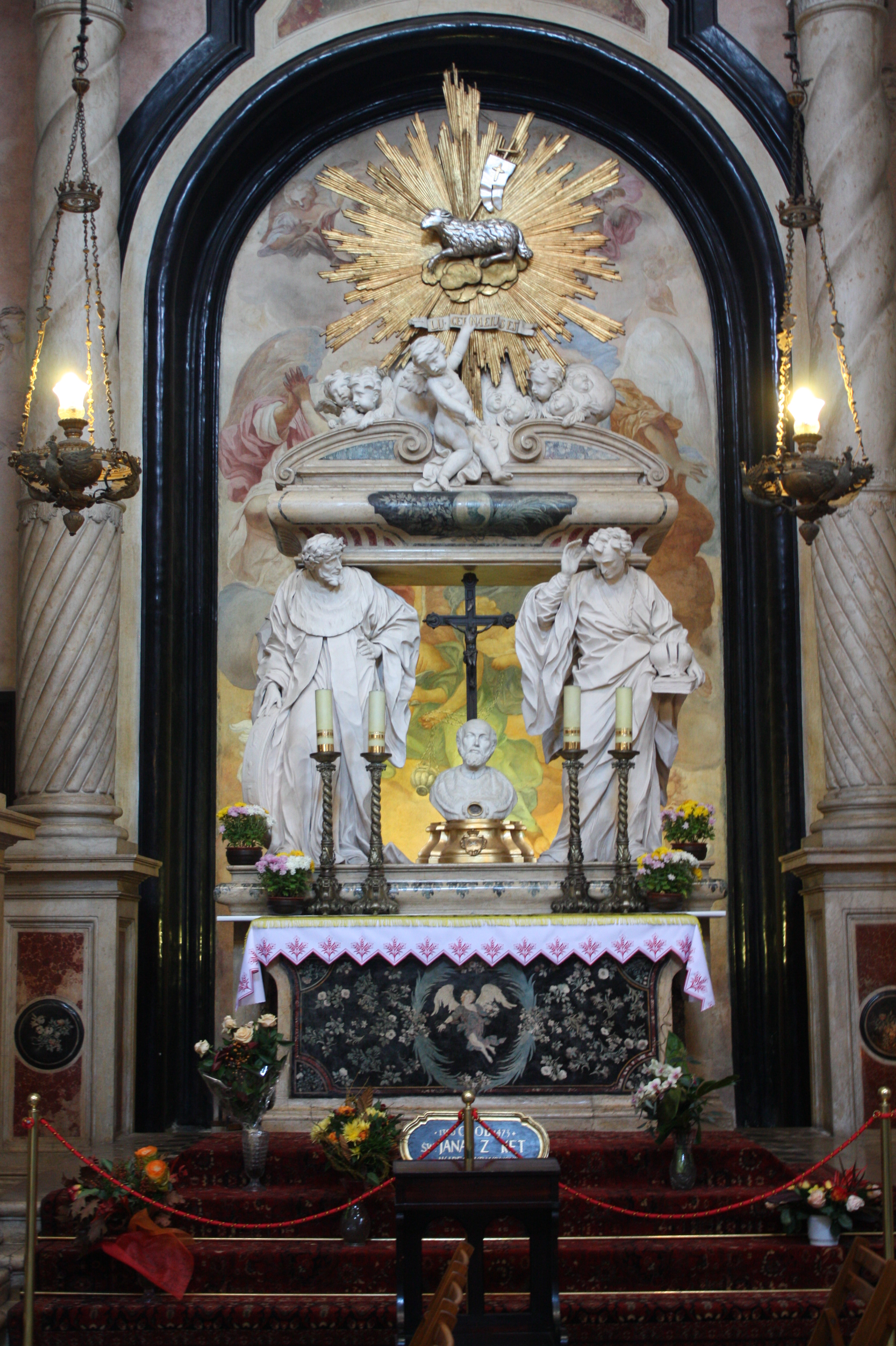
Túmulo de São João Câncio.